# Yamagishi Yasuyo
Yamagishi Yasuyo (山岸 靖代, sinh ngày 28 tháng 11 năm 1979) là một cựu cầu thủ bóng đá nữ người Nhật Bản.

## Đội tuyển bóng đá nữ quốc gia Nhật Bản
Yamagishi Yasuyo thi đấu cho đội tuyển bóng đá nữ quốc gia Nhật Bản từ năm 1998 đến 2005.

## Thống kê sự nghiệp
| Nhật Bản  | Nhật Bản | Nhật Bản |
| Năm       | Trận     | Bàn      |
| --------- | -------- | -------- |
| 1998      | 4        | 1        |
| 1999      | 5        | 3        |
| 2000      | 5        | 1        |
| 2001      | 11       | 0        |
| 2002      | 11       | 0        |
| 2003      | 12       | 1        |
| 2004      | 10       | 0        |
| 2005      | 2        | 0        |
| Tổng cộng | 60       | 6        |